# Suzee Pai
Suzee Pai (nacida el 8 de agosto de 1962) es una exactriz y modelo y fue la Pet del Mes de Penthouse en enero de 1981. 

## Carrera

### Modelo
Nacida en Toledo, Ohio, Pai fue una Pet del Mes de Penthouse en 1981 y también apareció en un reportaje fotográfico de seguimiento en junio de 1982. También participó en la publicación anual Sex in the Cinema en la revista Playboy en noviembre de 1982 para la escena, pero no se usó en la película First Blood. También compitió en la categoría de portavoces de la competición de entretenimiento del programa de Ed McMahon Star Search, en su segunda temporada.

### Actriz
Pai apareció en varios largometrajes y programas de televisión, incluyendo la película de acción de Burt Reynolds Sharky's Machine (1981), la película de acción de Sylvester Stallone First Blood (1982, su escena fue eliminada, pero es una característica adicional del DVD "Ultimate Edition"),Big Trouble in Little China de John Carpenter (1986), Jakarta (1988) y The Cosby Show (1984). En la comedia dramática de la NBC Tattingers (1988–1989), tuvo un papel recurrente, incluido el episodio piloto. Ella interpretó en 1988 la película indonesia Peluru dan Wanita, acreditada como Sue Francis Pai . 